# ČSD T 466.0 sorozat

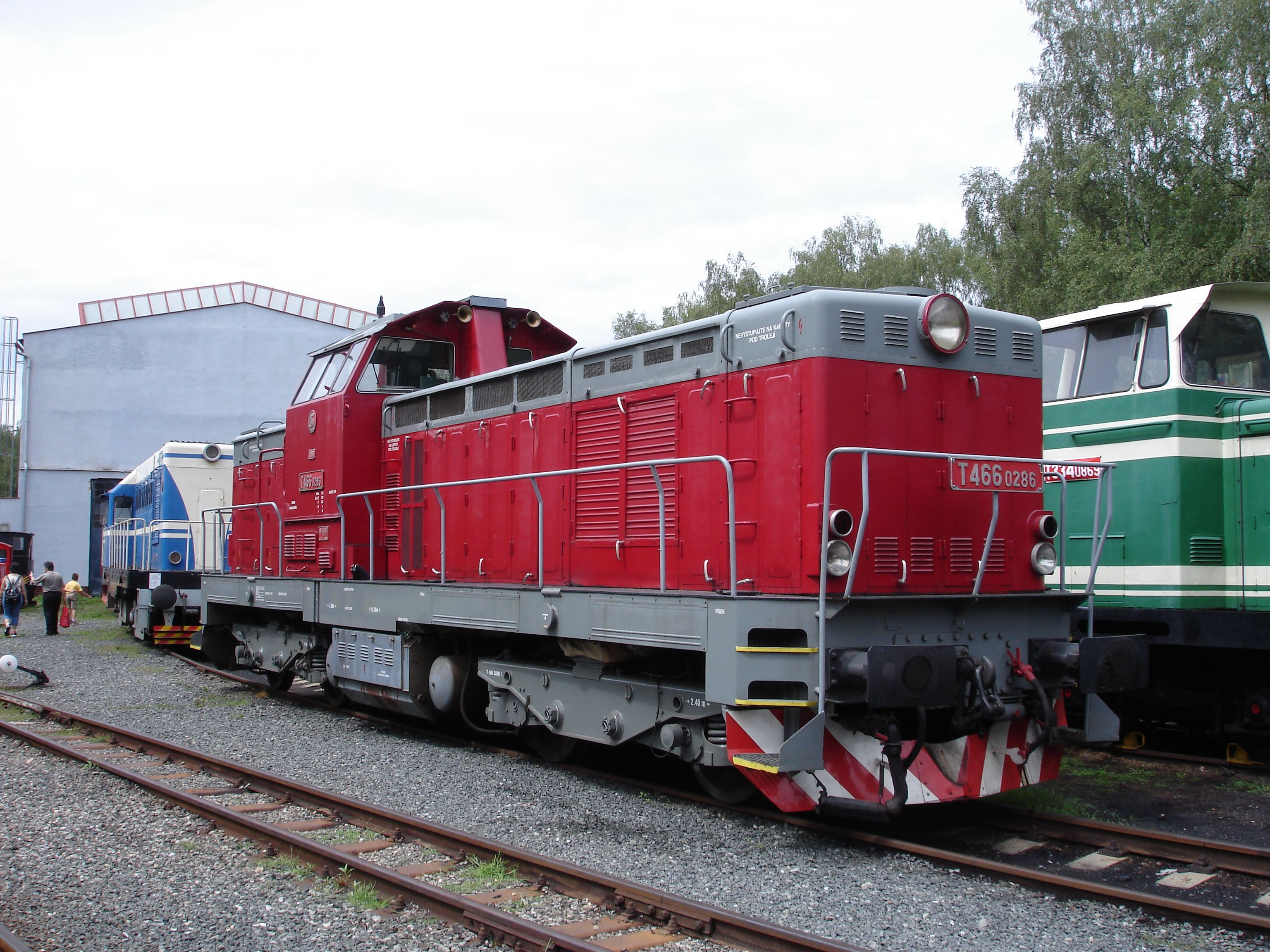

A ČSD T 466.0 sorozat egy csehszlovák Bo'Bo' tengelyelrendezésű, villamos erőátvitelű dízelmozdony-sorozat volt. 1971 és 1979 között összesen 299 db-ot gyártott a Turčianske strojárne n.p. a ČSD részére. Csehszlovákia felbomlása után a sorozat a ČD-hez mint ČD 735 sorozat és a ŽSSK-hoz, mint ŽSSK 735 sorozat került.